# Saint Clair (Nouvelle-Zélande)
St Clair est une banlieue résidentielle de la ville de Dunedin, située dans l’Île du Sud de la Nouvelle-Zélande.

## Situation
Elle est localisée sur la côte de l’océan Pacifique à 5 kilomètres du centre de la cité, dans la partie la plus au sud-ouest de la plaine côtière, qui constitue la partie sud de la zone urbaine et remonte sur les pentes du mont,  Forbury Hill,immédiatement à l’ouest de cette plaine.

## Population
La population de St Clair lors du recensement de 2001 en Nouvelle-Zélande était de 4179 habitants .

## Géographie
Le principal élément géographique de la banlieue de St Clair est la plage dite de « St Clair Beach », et à l’extrémité ouest d’une longue plage nommée Ocean Beach (en), qui s’étend le long de la rive sud de la cité et le promontoire de Forbury Hill, qui se dresse à 59 m au-dessus de la plaine et de la mer. 
Le sommet de la colline siège dans le terrain du golf de « St Clair Golf Course » , dans l’ouest de la banlieue.
Le flanc de « Forbury Hill » comprend une large falaise pénétrant de un kilomètre à l’intérieur des terres et une pointe rocheuse, qui fait saillie jusque dans l’océan Pacifique. Le petit îlot de White Island siège immédiatement au sud de la plage de la banlieue de St Clair.
La falaise en dedans de la côte, qui court parallèle avec elle et en direction de l’ouest à partir de ‘Forbury Road’, était le site d’une carrière dans les premiers temps de la cité.
Le plus important village de retraite de la cité et la seule maison d'assemblée pour les membres de l’Église de Jésus-Christ des saints des derniers jours siègent tous les deux à l’ombre des falaises.

## Géologie
La plage et les dunes sont souvent victimes de l’érosion si le temps est marqué par une série de tempêtes, qui s’abattent sur la ville à partir du sud.
Une telle érosion entre 2002 et 2007 vit la nécessité de mesures d’urgence, qui furent prises pour rajouter du sable au niveau des dunes en 2007 et en 2008 .
D’autres phénomènes d’érosion survenu en 2013 et 2015 empiétèrent sur les dunes, si bien qu’un chemin piéton public, situé au sommet des dunes dut être fermé de façon permanente.
L’érosion est un processus à long terme, dont les conséquences ont été mis en évidence par des tentatives de protection de la plage commencés en 1904, qui se sont traduits par l’addition de piliers en bois vigoureux et de brise-lames au niveau de la plage.
La dernière série de ces pieux en bois, survivant de cet effort pour modeler le paysage au niveau de St Clair Beach, sont souvent considérés comme la ligne de séparation entre la localité de St Clair  et Middle Beaches.
Les violentes tempêtes durant l’hiver 2015 laissèrent ces postes dans de bien mauvaises conditions et il fut craint qu’ils ne survivent pas ainsi de nombreuses années .
Une autre plage, nommée « Second Beach », siège à l’ouest de la plage de St Clair, séparée  par une saillie rocheuse,  au niveau de la source de « St Clair Hot Salt Water Pool ».
Cette ’Second Beach’ est rocheuse plus que sableuse, et est flanquée de falaises à partir de la tête de Forbury Hill, dont certaines contiennent des colonnes de basalte hexagonales, constituant l’un des  trois affleurements de ce type présents dans le secteur de Dunedin (les autres étant situés au niveau de « Blackhead », plus loin à l’ouest et au niveau de la formation dite « Organ Pipes » au niveau du mont Cargill (en). 
Cet amphithéâtre naturel est maintenant largement redevenu sauvage mais facilement accessible par un sentier pédestre en partant derrière le bassin dit de « Salt Water Pool »
Un caractère distinctif de la « Second Beach » est un trou de soufflage naturel, localisé à son extrémité sud-ouest, au niveau de la partie extrême du sentier.
Second Beach fut aussi le site d’opérations d’extraction de pierre en carrière au tout premier temps du développement de la ville de Dunedin, mais dont il ne reste aujourd’hui seulement que les revêtements des murs en béton.
Un petit ruisseau coule sur les flancs de « Forbury Hill », passant dans une cuvette avant d’atteindre la mer à l’extrémité ouest de la plage de « St Clair Beach ».
‘Bedford Street’, une importante voie de dégagement à partir de la zone plate de la banlieue en direction des collines, qui suit la vallée raide de ce cours d’eau sur une grande partie de son court trajet.
La banlieue est entourée des banlieues de Corstorphine, Kew, Forbury, et St Kilda.
Ses routes principales sont ‘Forbury Road’, ‘Bedford Street’, ‘Bay View Road’, ‘Ravenswood Road’, et ‘Allandale Road’, avec quelques zones de commerces tout près de la jonction d’’Allandale’ et de ‘Forbury Roads’.
‘Victoria Road’, qui commence à l’angle de la banlieue, la relie aussi avec St. Kilda.
Une esplanade s’étend le long de la côte à partir de l’extrémité sud de ‘Forbury Road’ (où elle rejoint ‘Bedford Street’ et ‘Victoria Road’) et est le site de plusieurs restaurants et cafés.

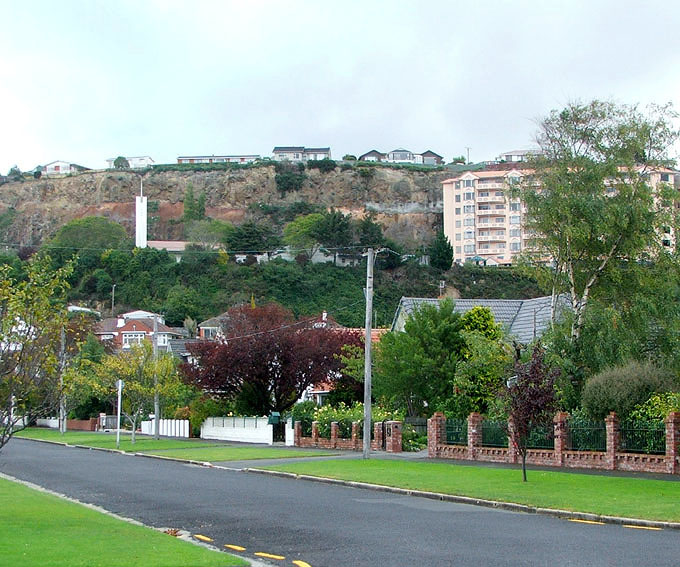
Le village de retraite « Frances Hodgkins », le clocher de l’église et la maison de rencontre de ‘LDS’ de Dunedin's Church sont visibles contre les falaises de l’ancienne carrière, qui siège à l’ouest de ‘Forbury Road’.

## Le St Clair moderne
La plage de ‘St Clair’ est une destination réputée en été pour les habitants de la ville de Dunedin.
C’est l’un des spots de surf les plus populaires de l’île du Sud et c’est aussi le siège du St Clair Surf Life Saving Club (en). 
A l’extrémité ouest de la plage, à l’ombre de ‘Forbury Hill’, se trouve la « St Clair Hot Salt Water Pool», une piscine de natation public à l’air libre, nichée dans les rochers, à quelques mètres de la mer. 
La plage est aussi au milieu d’hiver le siège du plongeon annuel de nombreuses personnes de la cité, qui voit les résidents braver l’eau fraîche au moment du solstice d’hiver. 
Les murs de la plage, l’esplanade et la promenade de l’océan ont été rénovés et reconstruits en 2004.
Dans les années récentes la zone de l’esplanade est devenue un centre de rencontre des cultures avec de nombreux cafés, restaurants et bars.
C’est l’une des banlieues les plus aisées avec de nombreuses belles maisons, qui sont situées dans la partie supérieure de St Clair, s’étalant sur les pentes de « Forbury Hill ».
Cette partie de la banlieue est souvent considérée comme St Clair Park, probablement en référence avec le parcours de golf de St Clair – un des principaux parcours de la ville, qui s’étale sur le sommet de la colline.
Prés de celui-ci se trouvent les ruines de Cargill's Castle (en), une ancienne propriété de l’État, construite pour le premier colon ‘Edward Cargill’ en 1877 ,.

## Éducation
Les deux écoles secondaires uni-sexe mais couplées de école secondaire King's (en) et école secondaire Queen's (en) siègent près du point où les banlieues de St Clair, St Kilda et Forbury se rejoignent .
En tant que banlieue résidentielle, l’activité industrielle au XXIe siècle au niveau de ‘St Clair’ est négligeable

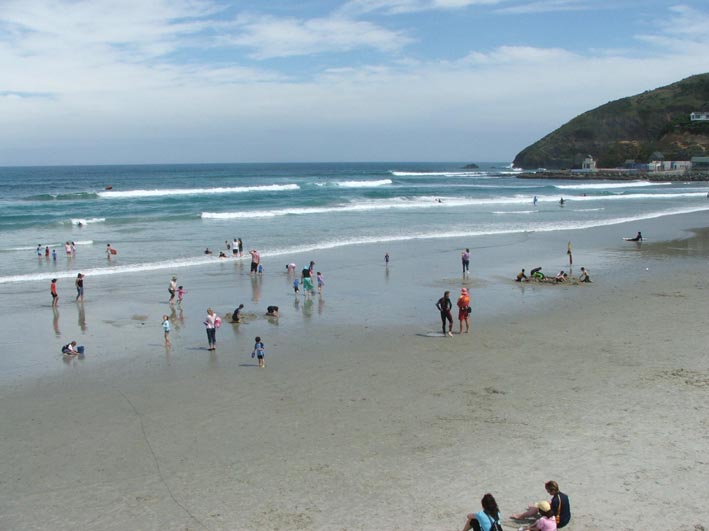
La plage de St Clair avec la pointe de « Forbury Hill» dans le lointain. La piscine est visible tout près de l’océan à l’angle au sommet à droite.

## Forbury
La banlieue plus petite et surtout moins bien définie nommée Forbury, s’étend immédiatement vers le nord de la banlieue de St Clair, entre elle et la banlieue de Caversham. 
Forbury siège largement à l’ombre de la face des falaises, qui sont localisées à un kilomètre à l’intérieur des terres par rapport à la plage de St Clair et s’étendent vers l’est de ces falaises à travers la plaine en direction de South Dunedin. 
A coté des banlieues de Caversham et de St Clair, Forbury est limité par la banlieue de St Kilda dans le sud, Kew à l’ouest et South Dunedin à l’est.
Le nom de  Forbury est en quelque sorte une confusion, car il est utilisé pour divers reliefs locaux mais pas seulement par ceux présents dans la banlieue, qui porte ce nom.
- Le plus notable parmi ceux-ci est parc du champ de course de Forbury (en), un des principaux terrains de courses de chevaux, qui actuellement siège dans la banlieue de St Kilda.
- « Forbury Corner », une importante jonction de routes, siège dans la banlieue de Caversham, bien que pas très loin de frontière nord de Forbury.
- Les éléments caractéristiques marquants de Forbury comprend le Tonga Park (en), un terrain de sports utilisé par le club des Caversham Football Club (en), et les deux écoles secondaires unisexes, école secondaire King's (en) et école secondaire Queen's (en).
- ‘Forbury Road’ est la principale route de la banlieue, alignée grossièrement nord-sud et qui relie la banlieue de  Caversham à « Forbury Corner» avec la banlieue de St Clair au niveau de l’Esplanade.
- Les autres routes principales de la banlieue comprennent ‘Bay View Road’, ‘Macandrew Road’, ‘Surrey Street’, et ‘Easther Crescent’.

.

### Histoire

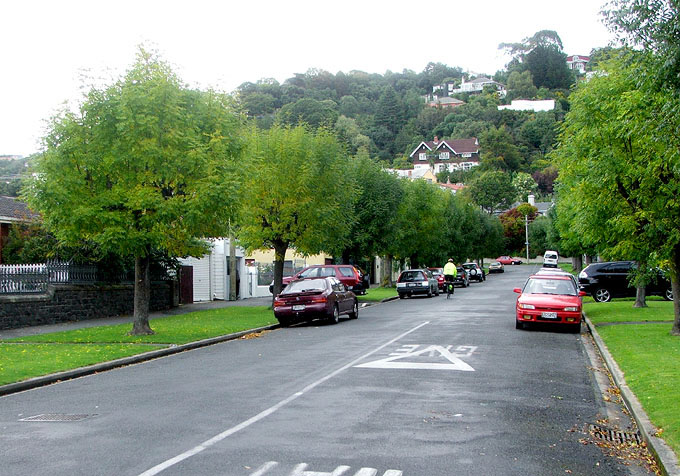
’Valpy Street” est nommé pour le fondateur de la banlieue, W.H. Valpy.
Son domicile était localisé tout près de la maison brune et blanc sur les pentes de « Forbury Hill » dans l’arrière-plan de la photo.

#### Présence des maoris
Il est bien connu qu‘il existait une installation du peuple Māoris dans le secteur de ce qui est maintenant « St Clair Esplanade » au temps pro-européens, avec des artefacts, qui ont été découverts tout près de l’extrémité ouest de l’Esplanade mais aussi occasionnellement retrouvés dans les dunes, qui siègent à l’est.
On pense qu’il y avait aussi ici le site d’une tombe à proximité de « Cargill's Castle ».
Un chemin majeur de l’époque pré-européenne s’étendait le long de toute la longueur de la dune et de là, partait au dessus de « Forbury Hill » pour rejoindre les terres vers le sud .
Le nom de Whakaherekau fut utilisé par les Māori  pour la promenade côtière, entourant une partie de ce qui est maintenant St Kilda et St Clair.
Ceci a été traduit comme signifiant soit "To make a conciliatory present" ou "A prepared snare which caught nothing".

#### Colonisation européenne
Les premiers colons européens de la région furent conduit ici par H Valpy (1793–1852) (en). 
Valpy et sa famille arrivèrent en Nouvelle-Zélande en 1849, s’installant sur une ferme de 48 ha, dont la propriété était centrée sur ce qui est maintenant ‘Valpy Street’ et ‘Norfolk Street’.
Cette propriété fut nommée "The Forbury" d’après le Forbury Gardens (en), un jardin public dans la ville de Reading, Berkshire ou Valpy était né, et où son père R Valpy avait été maître d’école. 
Valpy était réputé comme étant devenu l’homme le plus riche de la Nouvelle-Zélande.

#### Colonisation chinoise
Les colons chinois étaient en nombre notable parmi les premiers résidents du secteur de St Clair et largement présents par leurs efforts pour assécher les terres de l’intérieur au-delà de la plage, qui fut ainsi drainée et convertie en jardins maraîchers.
La plus grande partie de la production de légume de la jeune cité était centrée sur les lotissements chinois dans une zone limitée de ce qui est maintenant ‘Macandrew Road’dans Forbury
Les habitations restèrent éparses jusqu’au début du XXe siècle mais la banlieue grossit rapidement avant la Première Guerre Mondiale, qui vit sa population s’expandre. 

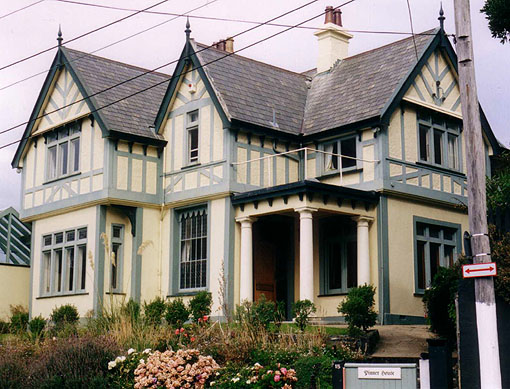
‘Pinner House’ sur ‘Cliffs Road’, conçu par ‘F. W. Petre’ dans le style architectural Tudor

La banlieue fut largement peuplée par des résidents les plus aisés de la ville avec des maisons impressionnantes en particulier celle que fit construire Francis Petre tout près de la place dans ‘Cliffs Road’,dont deux maisons survivent actuellement .
À noter que les premiers résidents comprenaient les ‘Petres’, les ‘Cargills’, les ‘Sideys’ (en particulier Sir Thomas Sidey (en)’), et les ‘McIndoes’. 
La famille ‘McIndoe’ comportait le fondateur de l’une des principales firmes d’imprimerie de la ville nommé:John McIndoe, et aussi Sir Archibald McIndoe (en), un pionnier dans le domaine de la chirurgie plastique.
Il y avait aussi une industrie majeure dès les premiers jours de l’installation de la banlieue avec à la fois le développement de l’horticulture et l’importance de l’activité des carrières. Cette dernière a fourni beaucoup de matériaux pour la société « C & W Shiel's brickworks », une des premières et des plus importantes industries de la ville.
La briqueterie s’étalait vers l’est de ‘Forbury Road’ avec une carrière située à l’ouest de la route (la carrière est maintenant l’emplacement de la maison de rencontre de la ‘LDS Church’ et le village de retraite ‘Francis Hodgkins’); la briqueterie était alimentée via un convoyeur passant en pont au-dessus de ‘Forbury Road’.
La plage de ‘St Clair’ a été une attraction très populaire pour les habitants de Dunedin depuis les premiers jours de la cité.
En 1912, un pavillon grandiose à deux étages fut érigé sur l’esplanade, qui fut très réputé mais une structure à la vie brève puisqu’il brûla et fut détruit dès 1915. 
Le site du pavillon fut plus tard utilisé pour une rotonde d’orchestre et y est toujours resté là.
Les falaises au-dessus de ‘Second Beach’ furent le siège d’une batterie de canon, faisant partie du système de défense de la côte de 1880 et jusqu’à la fin de la première guerre mondiale.
Il ne reste plus rien de ce qui fut la batterie car le site fut ensuite transformé en un golf, qui fut également ensuite divisé pour un usage résidentiel.
En mai 2013, l’esplanade de la banlieue commença à s’effondrer, avec de nombreux entonnoirs apparaissant le long du chemin.
Des murs furent nécessaires pour bloquer l’envahissement par la mer
Le mur actuel fut construit en 2004 pour remplacer ceux qui avaient été élevés en 1880 et en 1914, qui s’effondraient .